# Smart Forfour
Smart Forfour (енглески превод: за четворо) (транскр. Смарт форфор) је био микроаутомобил који су производиле немачке фабрике аутомобила Мерцедес-Бенз и Смарт. Прва генерација је била на тржишту у Европи од 2004. до 2006. са конфигурацијом предњег мотора, која је делила своју платформу са Мицубиши колтом. Друга генерација се пласирала на тржиште у Европи од 2014. након осмогодишње паузе, користећи конфигурације са задњим мотором или задњим електричним мотором. Заснован је на трећој генерацији Рено твинга, који такође чини основу за трећу генерацију Смарт форту. Електрична верзија на батерије је рекламирана као ЕК форфор од 2018. 
Форфoр на бензински погон је прекинут 2019. године пошто је тада завршена производња свих Смарт модела са унутрашњим сагоревањем. Производња ЕК форфор је завршена 2021. Индиректно је замењен већим Смарт #1 кросовером.

## Историјат
Разлика између прве и друге су димензије и класа. Прва генерација је била мали аутомобил у класи тамо где су Фолксваген поло, Опел корса, Рено клио, Форд фијеста и други, а друга је постала микроаутомобил тамо где су Рено твинго (брат близанац), Смарт форту (такође брат близанац) и други.

### Прва генерација (2004–2006)
Аутомобил је произведен у фабрици VDL Nedcar у Холандији у сарадњи са Мицубиши Моторс. Ово је иста фабрика која је производила Волво 300 1970-их и 1980-их и Волво С40 1990-их. Да би се уштедели трошкови производње, Смарт Форфор је поделио скоро све своје компоненте са Мицубиши колтом из 2003. године. Ово укључује шасију, вешање и нову генерацију МИВЕЦ бензинских мотора, у распону од троцилиндричног 1,1 Л до четвороцилиндричног са снагом до 80 кВ (109 КС; 107 КС).

Смарт форфор је повучен из производње 2006. године због споре продаје.
- I генерација, предњи поглед
- I генерација, задњи поглед
- Ентеријер

### Друга генерација (2014–2021)
Друга генерација Форфора је развијена заједно са Реноом, наводно дели приближно 70% својих делова са Рено твингом треће генерације, уз задржавање заштићене хемисферичне челичне сигурносне ћелије, која се продаје као Тридион ћелија. Форту се склапа у Смартвајлу, а Форфоур се производи заједно са Реноом твинго 3 у Новом Месту, Словенија. Смартвајл, где су произведене серије В450 и В451, прошао је надоградњу у вредности од 200 милиона евра почевши од средине 2013. године, у припреми за Ц453 Форту. Друга генерација форфора, заједно са новим фортуом, пуштена је у продају у октобру, убрзо након њиховог дебитовања на Салону аутомобила у Паризу.
Форфoр на бензински погон је прекинут 2019. године пошто је тада завршена производња свих Смарт модела са унутрашњим сагоревањем. Производња ЕК форфор је завршена 2021. Индиректно је замењен већим Смарт #1 кросовером.

За трећу генерацију, Аутовик је предвидео да се Дајмлер консултовао са Фордом како би сазнао више о Фордовом 1,0-литарском турбопуњеном линијском 3-цилиндричном мотору, заузврат деливши информације о сопственим Еуро 6 стратификованим бензинским моторима са сиромашним сагоревањем.
- II генерација, предњи поглед
- II генерација, поглед са стране
- II генерација, задњи поглед
- Ентеријер
- Smart EQ Forfour, предњи поглед
- Smart EQ Forfour, задњи поглед